# UH-1直升機

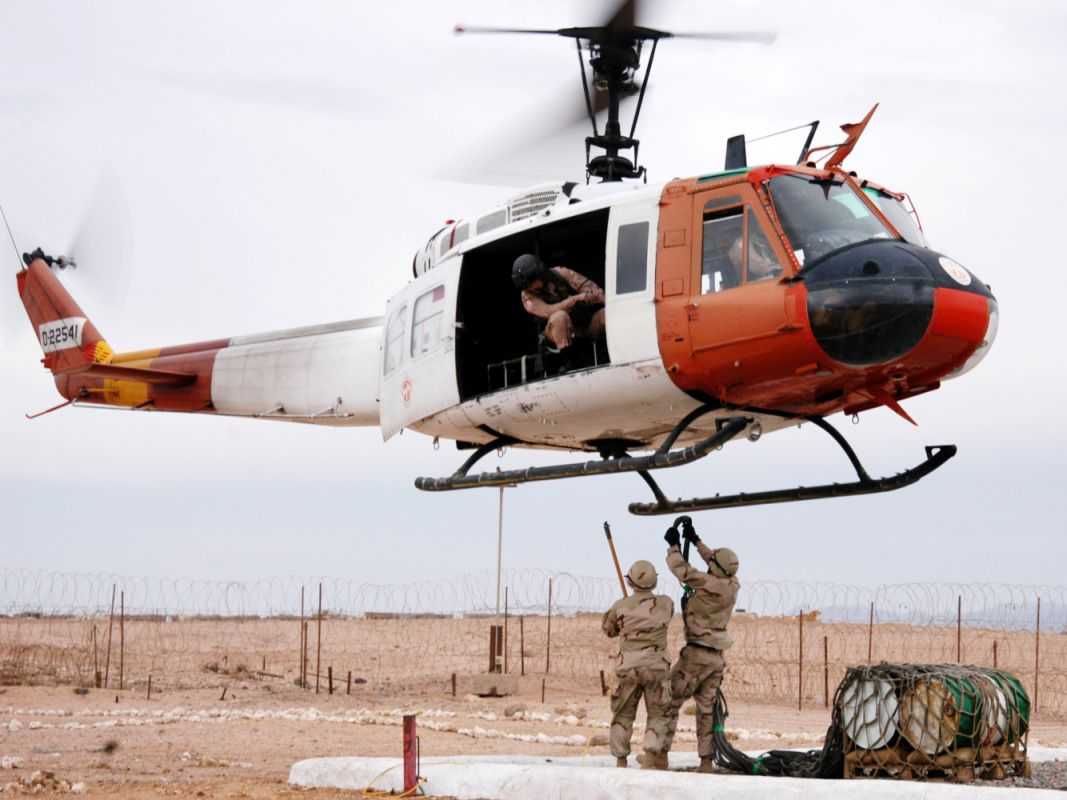
UH-1救援機

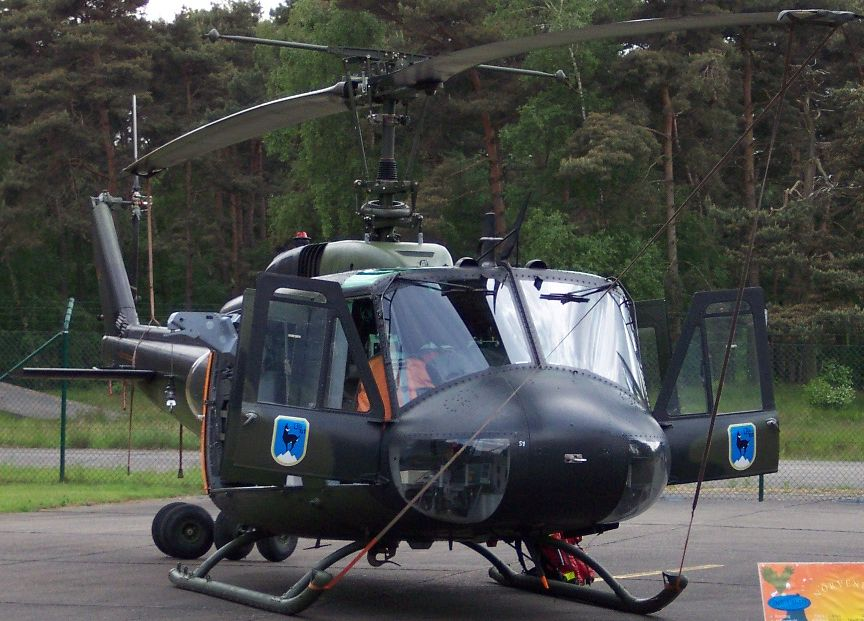
德國用UH-1D

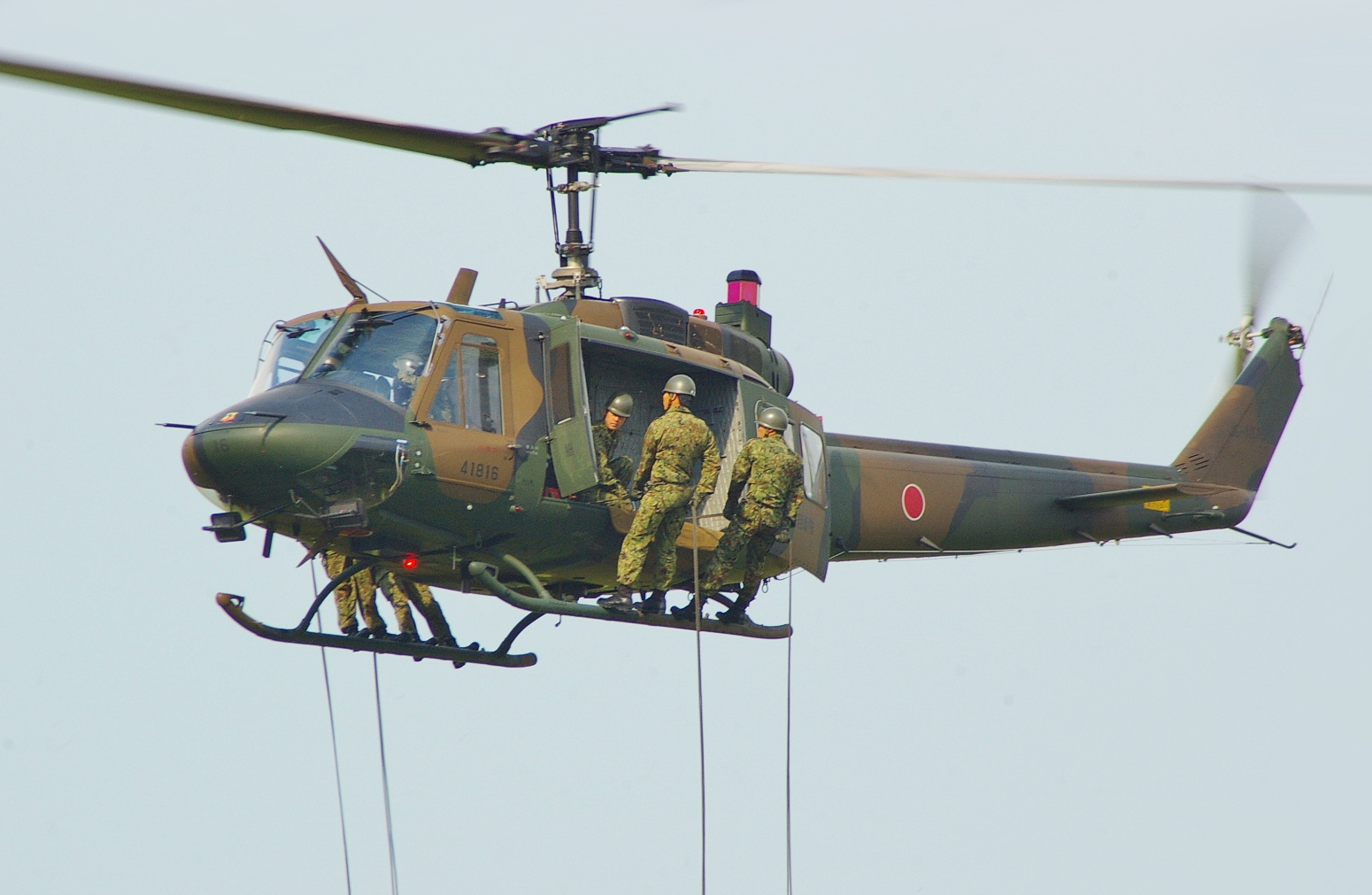
日本陸上自衛隊UH-1J

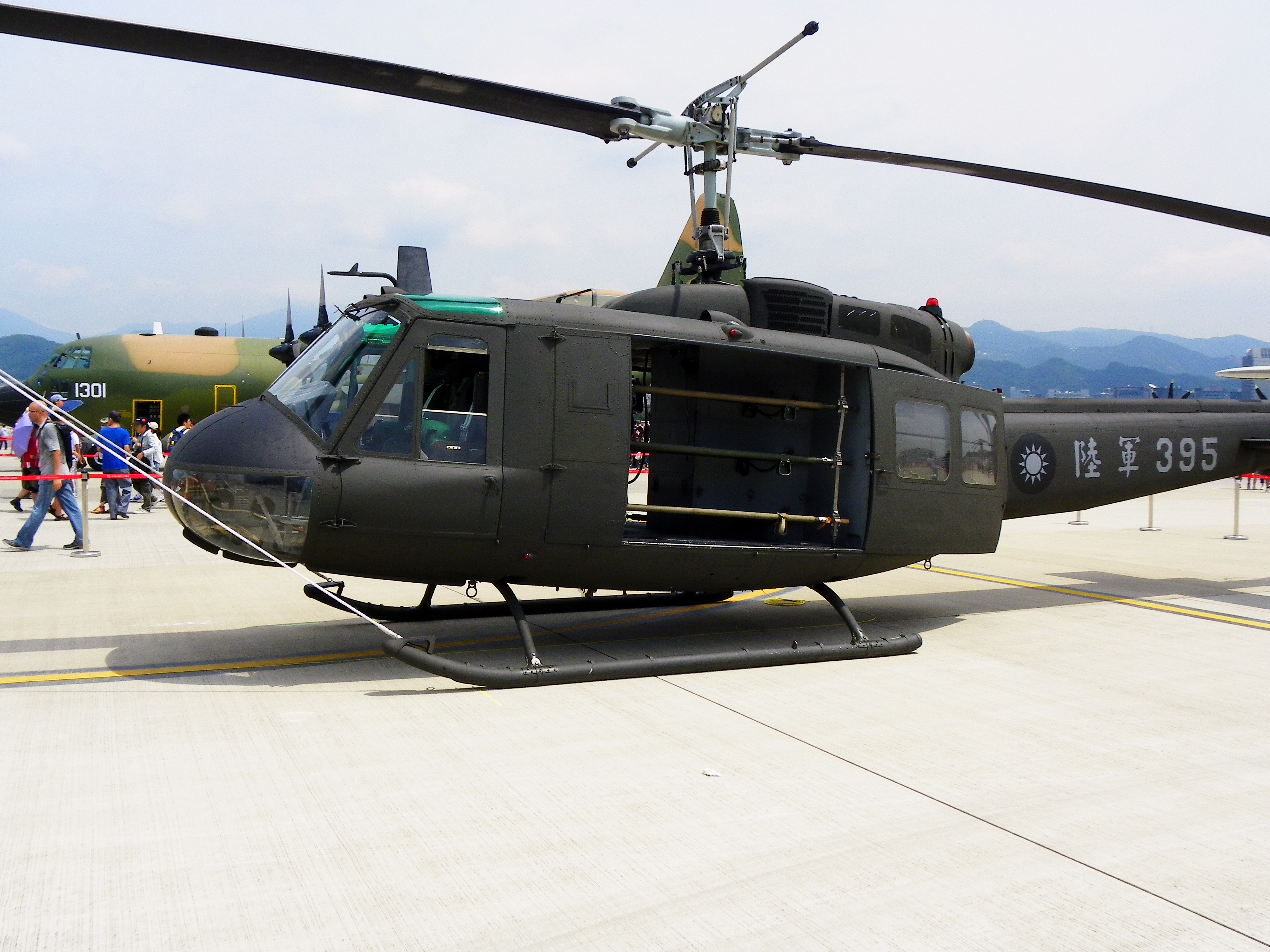
中華民國陸軍UH-1H

UH-1 Iroquois，是美國的貝爾直升機公司所設計製造的軍用通用直升機，以滿足美國陸軍在1952年開定之醫護後送與多用途直升機之需求。根据美军命名传统正式命名为“Iroquois”（為北美原住部族之一的伊洛魁部落名稱），而贝尔直升机公司另起了一个绰号名為Huey（休伊），“休伊”这个名称更广为人知。UH-1直升機為多用途設計，其U代表通用（Utility），從運補作業到攻擊任務皆可勝任。它也是美軍第一款引進涡轮轴发动机的直升机。它的民用版本是貝爾204/205。在越南战争中UH-1直升机成为美军标志性代表形象出现媒体的新闻图片中。

## 研制歷史

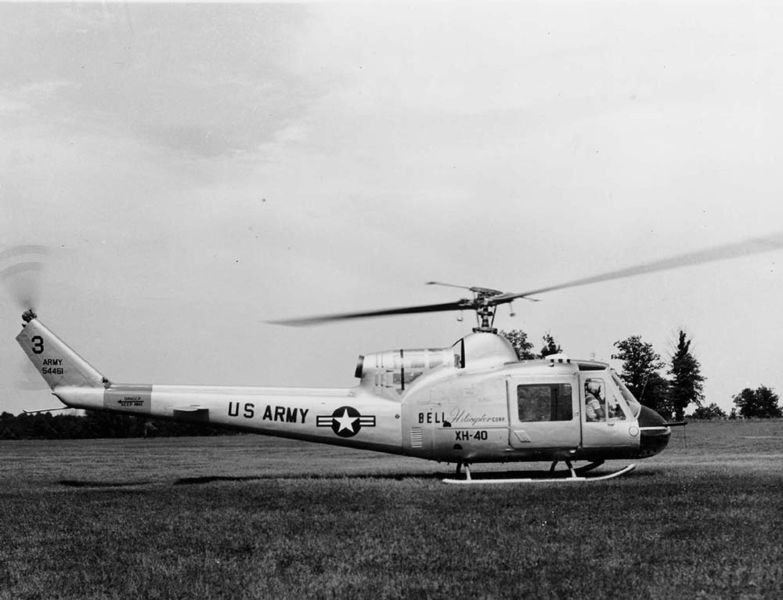
XH-40為UH-1的原型機。

韓戰期間，直升機的運用與需求日益增長。1952年美國陸軍提出一項直升機需求，以取代當時操作中的機種—對美軍來講服役中的直升機要不太大、要不動力輸出不足、要不過於複雜妥善不易。在1953年11月，需求修正後上呈給美國陸軍部發布，美軍提出的需求除了醫護後送以外，還考虑拓展直升机用途，用于运输弹药等补给，甚至运输全副武装的士兵。在1954年招標時有20家公司提出設計方案，其中最有機率得標的設計包括了貝爾204與換用渦輪軸發動機的卡曼HH-43直升機改良型。
在1955年2月23日，美軍宣布貝爾公司勝出招標，並簽訂製造3架XH-40直升機。貝爾公司負責XH-40開發的工程團隊以直升機開發先驅亞瑟·楊的助手巴特拉姆·凱利（Bartram "Bart" Kelley）負責，旋翼設計選用了從貝爾30型直升機開始成熟的蹺蹺板型旋翼系統。動力來源則是輸出700匹軸馬力的萊康明YT53-L-1（LTC1B-1）渦輪軸發動機。1956年10月20日XH-40在德克薩斯州沃斯堡試飛，另外2架原型機在1957年完成。而在XH-40未出廠前，陸軍又加訂了6架為了量產鋪路的先導原型機，代號YH-40。美軍在原型測試時即決定正式採用，命名為HU-1（Helicopter Utility），暱稱。
1960年3月，美國陸軍下訂100架修伊直升機，代號為UH-1A。在測試YH-40時，美軍了解到T53-L-1A不足以持續提供770匹軸馬力的動力。因此陸軍表示在UH-1A後還需要繼續進行改良。貝爾在導入T53-L-5（輸出960匹軸馬力）並延長機艙尺寸的改良版本UH-1B滿足美軍的需求，UH-1B在1960年測試，1961年3月開始交機。在1962年起军用编号改名為UH-1。
1960年，為了修改UH-1B發現的氣動力缺陷，貝爾公司又對設計進行改良，該改良型稱為UH-1C。UH-1C換用了動力更強的T53-L-11（輸出1,100匹軸馬力），並更換新的旋翼系統，除了提高速度，並減少在俯衝時後行槳葉失速的發生機率。此外飛機控制改為雙重液壓系統、並針對東南亞戰場改善進氣過濾裝置、增加油箱容量至242加侖（920公升）。性能提升的UH-1C空重9,500磅（4,309公斤），有效負荷載重為4,673磅（2,120公斤），C型從1966年6月開始量產，生產了766架。
UH-1在1976年停產，產量超過16000架，其中約7000架曾服役於越戰中。

## 战争应用
UH-1直升機大量服役於美军，在越南战争中成为美军不可或缺的力量。主要展現了在兵力快速投送；空中火力压制以及伤员撤运等战法方面革新。
1960年美国陆军少将汉密尔顿·豪兹提出使用直升机实施兵力投送的战术概念。即地面作战部队的空中騎兵战术。1963年美国陆军在佐治亚本宁堡基地专门成立了第11陆航师接受UH-1直升機来验证这个理论，训练课题包括空中协同指挥、空中火力突击、空中补给、快速兵力投送以及战术侦查等等。1964年，第11师与第82空降师进行了对抗演习，显示了快速反应，长距离兵力投送效率突出，反应灵活的优点，但是也暴露了地面机动与直升机机动无法配合，面对敌方重装部队火力时乘直升机机动的步兵较脆弱，受天气影响较大等缺陷。美军颁布命令改编第1空中骑兵师，其兵员主要来源之一是第11师，拥有的直升机以UH-1为主。
1962年3月美国陆军第57医疗团是首支派往越南执行任务的UH-1直升機部队。
1965年7月第1空中骑兵师派往越南。1965年底在德浪河谷战斗中，空骑1师一个营由直升机投送并支援之下与优势兵力北越军发生激战，经过三天战斗北越军主动撤退。此战后来被视为UH-1直升機机成名之战。
在越戰時期，2202名UH-1飛行員死亡，損失各型号UH-1約2500余架。

## 衍生型

### 美國軍用型號
- XH-40：最初的貝爾204原型，共制造了三架。采用莱康明XT-53涡轴发动机（最大功率615千瓦）。1956年10月20日首飞。
- YH-40：量產前早期測試型，共制造了六架。采用莱康明XT-53L1A涡轴发动机
  - 貝爾533：以YH-40BF裝上扇噴射引擎及機翼的試飛版本。
- HU-1A：最初的貝爾204生產型，在1962年改名為UH-1A。1959年交付首批14架与YH-40相同的发动机，后续168架采用XT-53L5发动机（最大功率641千瓦），共182架。后续交付的UH-1A部分可挂载武器，在机舱每侧舱门处各安装一挺M60机枪。
- HU-1B：HU-1A的升級版，在1962年改名為UH-1B。1961年开始交付美军，共交付了1018架。根据越南使用经验予以改进，改進了机舱外形及延长旋翼系統，采用XT-53L11发动机（最大功率821千瓦）。
- UH-1C：以UH-1B改進了飞行操作系统、加装辅助动力控制系统、旋翼片及旋翼系統頂部、增加油箱容量以提升武器系統性能。1965年开始交付美军，共交付750架。AH-1“眼镜蛇”攻击直升机就是在该型基础上而来。
- YUH-1D：UH-1D的生產前早期測試型，最初的貝爾205原型（204的加長機身版本），共制造了七架。1961年完成。
- UH-1D：机舱更长，相比以前型号搭载7人增加到可容纳12人。最显著的外观特征是每侧舱门更宽大增加了一个侧舷窗。1963年开始交付美军，共交付了2008架，美國陸軍用於取代CH-34的運兵直升機的型號，成为越战中后期直升飞机作战的主力。
  - HH-1D：UH-1D的空中搜索與救援任務（Search Air Rescue - SAR）改裝版。
- UH-1E：美國海軍陸戰隊版本的UH-1B/C，改裝航空電子設備及裝備，原型裝有吊索，装有旋翼制动和折叠系统便于在舰船上停放。1963年2月首飞，1964年开始交付美海军陆战队。
  - NUH-1E：UH-1E的測試型。
- UH-1F：美國空軍版本的UH-1B/C，最初名为XH-48A，裝有與原版不同的通用动力公司T-58GE3涡轴引擎（最大功率962千瓦）。1964年首飞并开始交付美国空军。
  - TH-1F：以UH-1F改成的美國空軍專用教練機。
- UH-1G：UH-1D/H的武裝直升機版本，柬埔寨軍隊命名為UH-1G。
- UH-1H：UH-1D後的改進版本，裝有XT-53L13发动机（最大功率1029千瓦），采用俗称“跷跷板”式的主旋翼，1968年首批UH-1H开始交付美军，共交付了5435架。
  - CUH-1H：加拿大軍隊對UH-1H通用直升機命名為CUH-1H，後來又改為CH-118 [2]。
  - EH-1H：二十二架加裝AN/ARQ-33（4架）及ARQ-33A無線電裝置及具HF/VHF截聽、VHF干擾能力的版本，在1983年急怒行動時被美國陸軍第82空降師及第2裝甲師採用，後被EH-60A取代。
  - HH-1H：UH-1H的醫療運輸（MEDEVAC）直升機版本，美國空軍的救援任務版本更裝有吊索。
  - JUH-1H：五架加裝SOTAS戰場監視系統（假想敵部隊）的UH-1H，外型故意模仿俄羅斯的Mi-24。
  - TH-1H：美國空軍以UH-1H運兵直升機改裝，用於基本訓練用的教練機版本。
- UH-1J：由日本富士重工業授權生產的UH-1H改良版，原名「UH-1改」，1989至2007年間量產，總計產製130架，每架單價12億日圓。UH-1J換用了和AH-1S相同的T53-K-703渦輪軸發動機（輸出功率1,800匹軸馬力／1342 kW），飛機零件80%以日本國產品製造，駕駛儀表板更換可被夜視鏡觀看，使J型具備有限度夜間操縱能力。民用型稱為貝爾205B。
- HH-1K：以UH-1B发展的美國海軍的救援任務版本。1970年首批交付美国海军，共交付了27架。
- TH-1L：美國海軍以HH-1K改裝成教練機的版本。
  - UH-1L：TH-1L的通用直升機版本。
- UH-1M：以UH-1C的加裝新型夜视系统（INFANT）的武裝直升機版本，最初三架UH-1M曾被用於在東南亞的夜間行動（SEA NITEOPS），因而又被稱為。
- UH-1N Twin Huey：最初的貝爾212直升機的军用生產型，以UH-1D为蓝本，裝有雙引擎的版本。换装两台普·惠公司PT-6系列涡轴发动机（总最大功率1,125千瓦）。1970年开始交付。
- UH-1P：美國空軍用於特別行動（如心理戰、攻擊及隱蔽潛入／脫離任務）的UH-1F武器加强改裝版本。
- UH-1U：一架用於反砲擊及反雷達干擾的測試型，在愛德華空軍基地測試時墜毀。
- UH-1V：美國陸軍的醫療運輸直升機。
- EH-1X：十架加裝AN/ALQ-151裝置，用於HF/VHF截聽、VHF干擾的版本HF/VHF的版本，後被EH-60A取代。
- UH-1Y Venom：UH-1N後期型升級改進版本。

註：在美國，代號G、J、Q、R、T及Z亦有用於AH-1上，UH-1及AH-1皆屬於H-1系列。

### 其他軍用型號
- 貝爾204：貝爾直升機公司的官方命名，包括了UH-1A、UH-1B、UH-1C、UH-1E、UH-1F、HH-1K、UH-1L、UH-1P及UH-1。
  - 奧斯塔-貝爾AB 204：授權由義大利奧斯塔（Agusta）生產的通用運輸直升機。
  - 奧斯塔-貝爾AB 204AS：AB 204的反潛／水面作戰直升機版本。
  - 富士-貝爾204B-2：授權日本富士重工生產的通用運輸直升機，由日本陸上自衛隊採用版本，命名為「鵲」。

- 貝爾205：貝爾直升機公司對UH-1D及UH-1H的官方命名。
  - 貝爾205A-1：以UH-1H改進而成通用運輸直升機。
  - 貝爾205A-1A：以色列版本，裝有武器系統及軍用航電設備的205A-1。
  - 貝爾205：授權由義大利奧斯塔生產的通用運輸直升機。
- 貝爾Huey II：UH-1H的重新設計版本，大量內部零件升級。

### 中華民國
1969年3月，剛成立之航空工業發展中心即與美國貝爾飛機公司合作生產50架UH-1H通用直昇機。首架直昇機於1970年12月14日出廠。1971年7月，航發中心在首批50架完成後繼續生產68架UH-1H，並於1976年完成全數118架UH-1H之生產作業。航發中心所生產之UH-1H全數交由中華民國陸軍空降特戰司令部下轄的航空第一大隊、第二大隊使用，後續因精實案、精進案改隸航特部空中騎兵旅、航空旅。。2018年12月30日正式「全數解除戰備任務」全數退役。
空軍救護隊1970年（民國59年）自美軍接收9架HH-1HV直升機（編號9501-9509），其後陸續接收7架本屬中華民國陸軍的UH-1H（編號9510-9516），其中9506有傳聞是越戰末期美軍移交給台灣，因此該機有對地攻擊武器的線路存在，1986年（民國75年）因引進S-70C直升機，這批飛機改移交空特部航空第一大隊、第二大隊、內政部空中消防隊，與2002年（民國91年）撥交內政部空中勤務總隊，2017年12月25日換裝15架UH-60M黑鷹直升機取代，最後7架全數退役，原UH-1H移交國內各航技修護學校，作為教學用途。

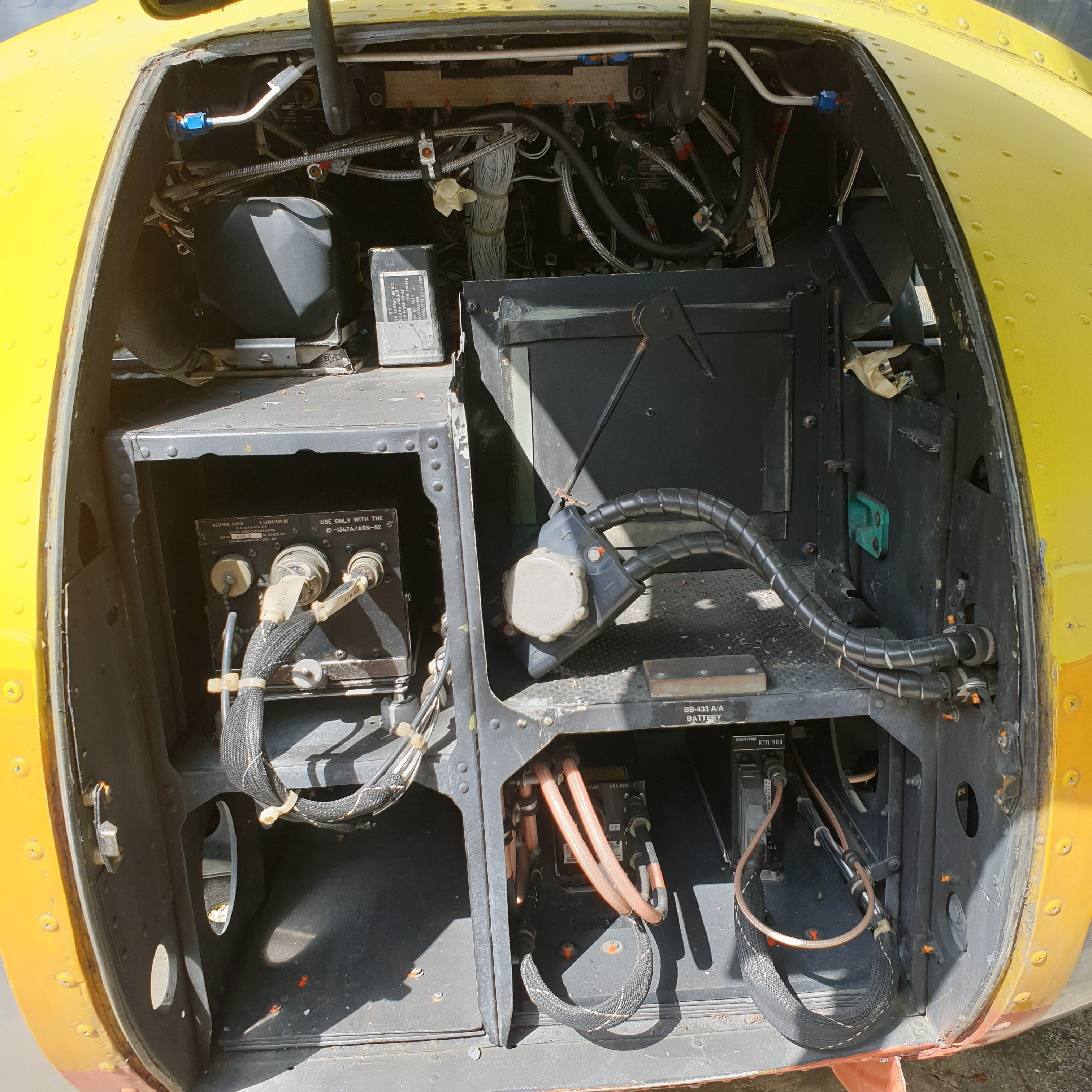
現展示於淡江大學的前空勤總隊UH1機頭艙內部

陸軍司令部表示，UH-1H直升機已屆高壽期機齡，奉國防部104年3月10日國勤字軍整字第1040000524號令，已於107年6月汰除22架，12月底全數汰除。據了解，航特部航空旅原飛UH-1H直升機的飛行員，多集中於台南歸仁基地，2019年10月31日舉行正式除役典禮。

## 規格（UH-1D）

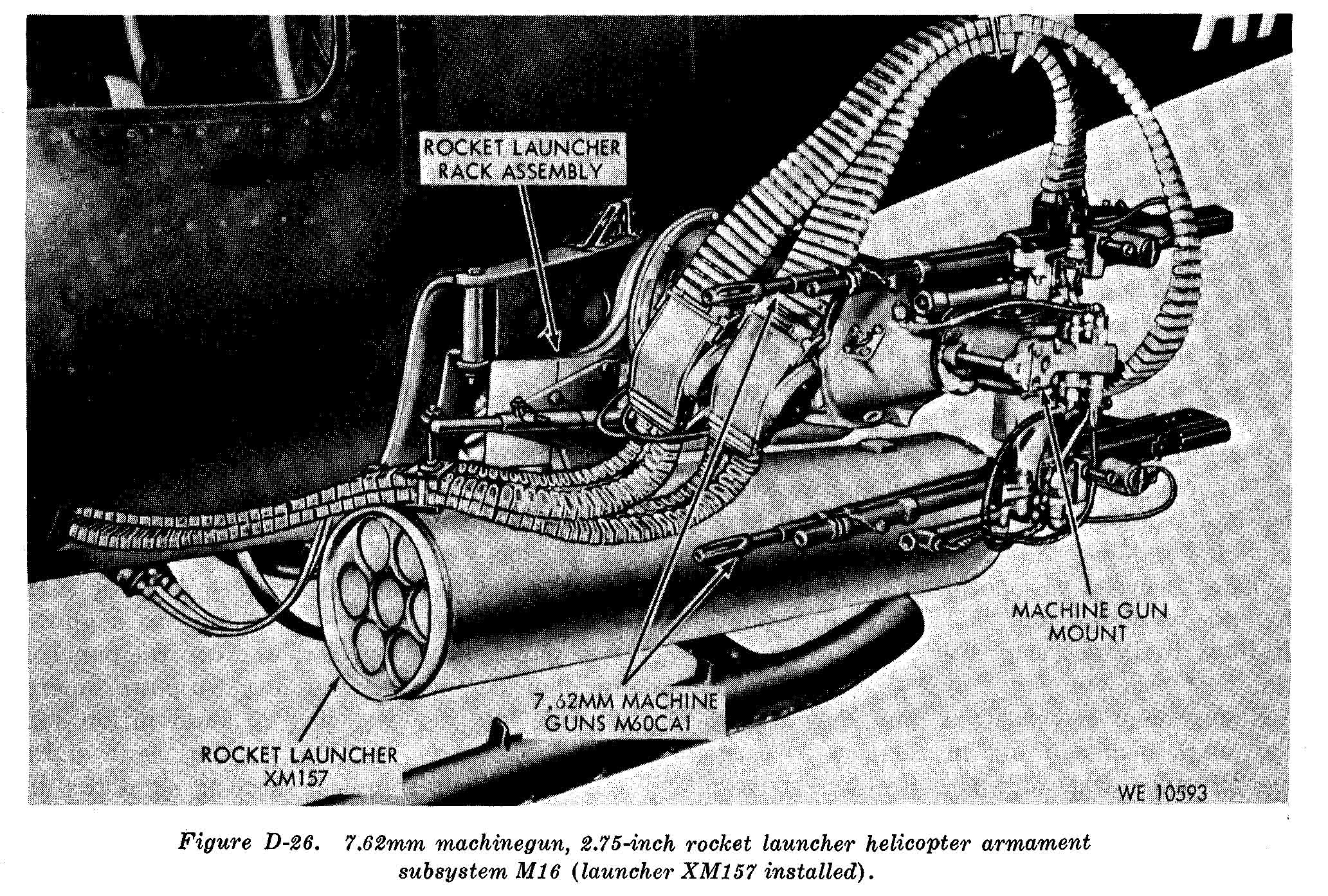
外掛火箭彈與機槍系統。

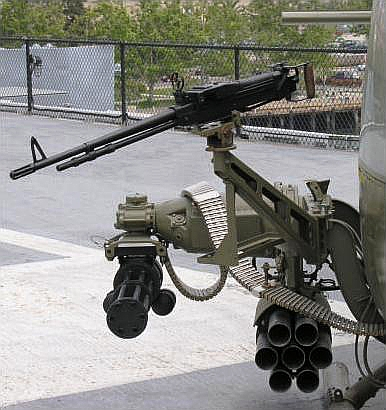
UH-1直昇機外掛的M21武器系統，設有M61火神式機砲與M158火箭吊艙，艙門旁則是另外加裝的M60通用機槍與GAU-17迷你砲機槍。

基本信息
- 机组：1至4人
- 容量：3,880 lb，包括14人或6個擔架，或相同重量的物資

性能
武器

UH-1可採用多种武器，常見為：
- 2x 7.62毫米M60通用機槍或2x 7.62毫米GAU-17加特林机枪
- 2x 7發或19發2.75吋火箭吊艙
- 有在兩側起落架附近跟機底裝設炸彈的案例

|       |       | 發動機 | 發動機 | 發動機 | 發動機  | 發動機 | 發動機       | 發動機  | 發動機 | 發動機 |
| T53-1 | T53-5 | T53-9  | T53-11 | T53-13 | T53-703 | T58    | T400         | T700    |        |        |
| 機身  | 204   | UH-1A  |        |        |         |        |              |         |        |        |
| ----- | ----- | ------ | ------ | ------ | ------- | ------ | ------------ | ------- | ------ | ------ |
| 機身  | 204B  |        | UH-1B  | UH-1B  | UH-1B   |        |              |         |        |        |
| 機身  | 204B  |        |        | UH-1E  | UH-1E   | HH-1K  |              | UH-1F/P |        |        |
| 機身  | 204B  |        |        |        | UH-1C   | UH-1M  |              |         |        |        |
| 機身  | 205   |        |        |        | UH-1D   | UH-1H  |              |         |        |        |
| 機身  | 205B  |        |        |        |         |        | UH-1J UH-1HP |         |        |        |
| 機身  | 212   |        |        |        |         |        |              |         | UH-1N  |        |
| 機身  | 450   |        |        |        |         |        |              |         |        | UH-1Y  |

## 使用國
| 阿根廷 奥地利 巴林 玻利维亚 巴西 緬甸 柬埔寨 智利 哥伦比亚 薩爾瓦多 衣索比亞 德国 希腊 印度尼西亞 | 伊朗 伊拉克 以色列 義大利 牙买加 日本 约旦 科威特 黎巴嫩 墨西哥 摩洛哥 荷蘭 新西兰 阿曼 巴基斯坦 巴拿马 巴拉圭 秘魯 菲律賓 沙烏地阿拉伯 新加坡 | 西班牙 瑞典 坦桑尼亚 泰國 突尼西亞 土耳其 乌干达 阿联酋 美国 乌拉圭 委內瑞拉 越南 葉門 尚比亞 辛巴威 捷克 |

## 前使用國

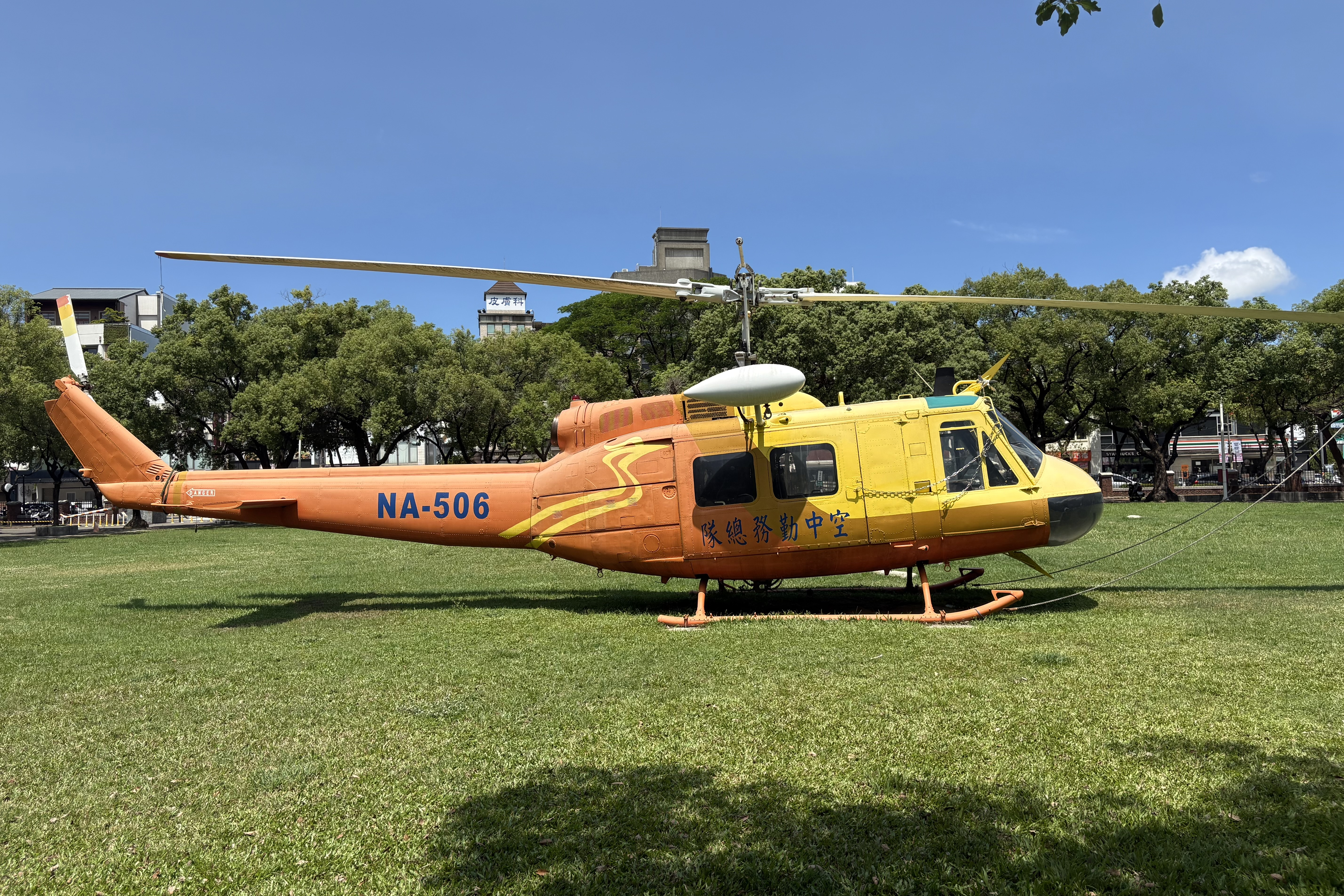
空勤總隊UH-1H直升機

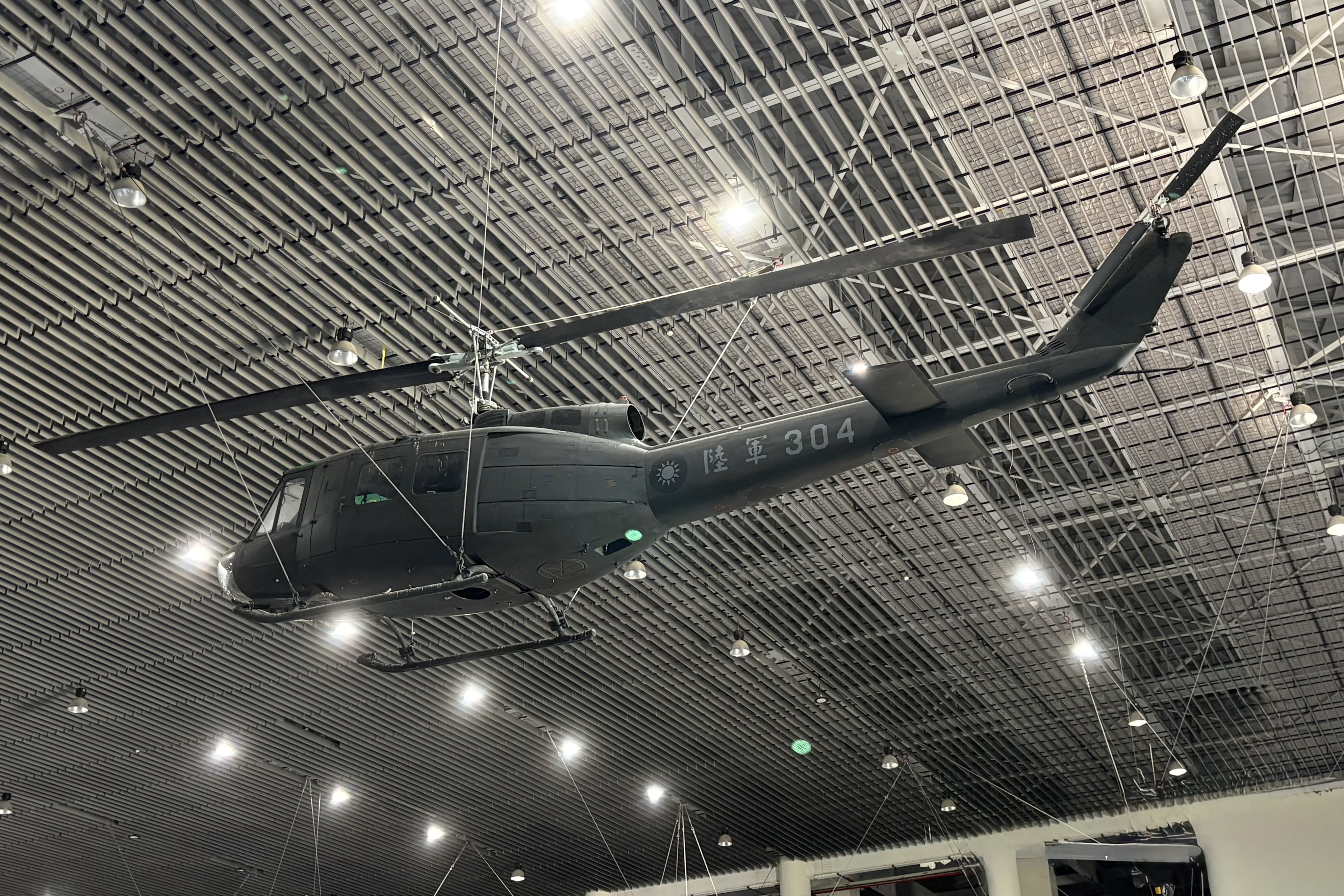
中華民國陸軍UH-1H直升機

- 中華民國：由原廠貝爾直升機公司授權航發中心生產，前後兩批共生產118架。分別配屬中華民國陸軍空降特戰司令部下轄的航空第一大隊、第二大隊使用，中華民國空軍的空軍救護隊，以及撥交內政部空中勤務總隊。已於2018年12月30日正式除役，由UH-60黑鷹直升機取代。
- 大韓民國：已退役，由KUH-1完美雄鷹直升機取代[9]。

## 流行文化
- 火星人玩轉地球 （電影中火星人與地球人進行第一次接触時，曾在附近佈防[10]）
- 屍心瘋 (2010年電影)（電影中當感染者發起暴動，衝破學校的防線後，美国武装部队搭乘UH-1直升機撤離小鎮[11]）
- 世界異戰（電影中南茲上士使用雷射導引並成功擊毀敵軍控制中心後，曾乘坐UH-1直升機回到臨時基地[12]）
- 科洛弗檔案（電影中羅拔救出貝絲後，羅拔就與貝絲跟朋友去搭美國海軍陸戰隊的UH-1直升機撤離美國的紐約市，但後來受到巨型怪物的攻擊而墜機[13]）

## 相關資料
相关开发
- AH-1眼鏡蛇直升機
- AH-1Z超級眼鏡蛇
- UH-1N
- UH-1Y
- 貝爾204/205直升機
- 貝爾212直升機
- 貝爾214直升機
- 貝爾412直升機
- 貝爾533直升機
- Panha Shabaviz 2-75（伊朗用逆向工程仿制的UH-1）
- KUH-1完美雄鷹直升機
- UH-2直升機

类似型号
- 西科斯基S-59